# Colobopsis truncata
Colobopsis truncata es una especie de hormiga endémica del Paleártico: Eurasia y el Magreb.